# Kim Do-Hoon
Kim Do-Hoon (Tongyeong, 21 juli 1970) is een Zuid-Koreaans voormalig voetballer en huidig voetbalcoach.

## Carrière
Kim Do-Hoon speelde tussen 1993 en 2005 voor Sangmu, Jeonbuk Hyundai Motors, Vissel Kobe en Seongnam Ilhwa Chunma.
Als trainer won hij met Ulsan Hyundai in 2020 de AFC Champions League.

## Zuid-Koreaans voetbalelftal
Kim Do-Hoon debuteerde in 1994 in het Zuid-Koreaans nationaal elftal en speelde 72 interlands, waarin hij 27 keer scoorde.